# Icius kulakangri
Icius kulakangri (лат.) — вид пауков-скакунчиков рода Icius из подсемейства Salticinae (Salticidae). Эндемик Китая (Тибетский автономный район).

## Этимология
Видовой эпитет kui происходит от названия типового местообитания (Kula Kangri), поскольку типовые экземпляры были собраны в сельскохозяйственной зоне вблизи храма Панарин, расположенного у основания Кула Кангри.

## Распространение
Эндемик Китая: Тибетский автономный район, уезд Лходжаг, около храма Panarin Temple, 28,3848°N, 90,8631°E. Типовые экземпляры найдены на высоте 3914 м.

## Описание
Мелкие пауки-скакунчики, длина карапакса голотипа 1,92 мм (ширина 1,29), длина брюшка 2,30 мм (ширина 1,52 мм). Формула ног 4132. Карапакс чёрно-коричневый, с белыми боковыми краями и белой полосой посередине. Брюшко тёмно-коричневое, с желтоватыми пятнами в задней половине и двумя широкими продольными белыми полосами. Хилицеры чёрные, с двумя промаргинальными и одним ретромаргинальным зубцами. Ноги коричневые, нога I темнее остальных.